# 欧沃
欧沃（法語：Auve，法語發音：[ov]）是法国马恩省的一个市镇，属于香槟沙隆区。

## 地理
欧沃（49°2'2"N, 4°41'41"E）面积23.3 平方千米，位于法国大東部大區马恩省，该省份为法国东北部内陆省份，北起阿登省，西北接埃纳省，西南接塞纳-马恩省，南至奥布省，东南接上马恩省，东临默兹省。
与欧沃接壤的市镇（或旧市镇、城区）包括：香槟地区拉克鲁瓦、埃尔蓬、欧沃河畔圣马尔、索姆韦勒、蒂卢瓦和贝莱、瓦尔米。

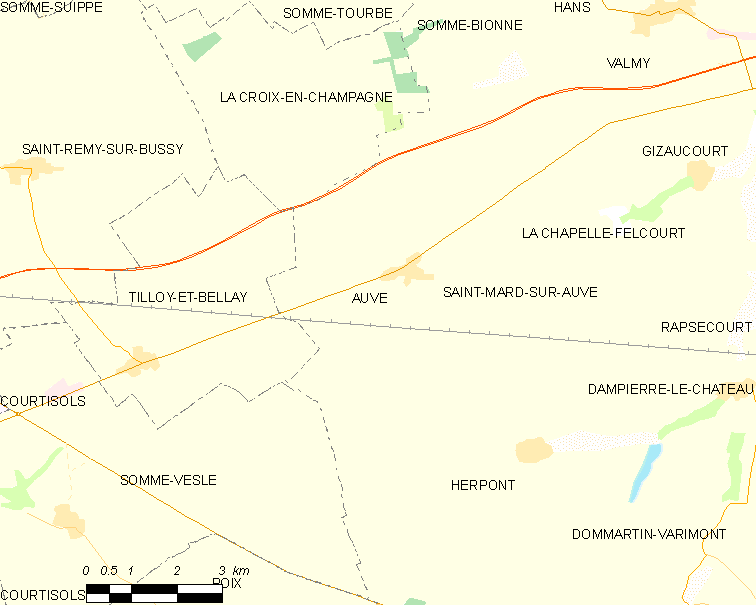
欧沃的OSM定位图

欧沃的时区为UTC+01:00、UTC+02:00（夏令时）。

## 行政
欧沃的邮政编码为51800，INSEE市镇编码为51027。

## 政治
欧沃所属的省级选区为阿戈讷-叙普-韦勒县。

## 人口

1962-2008年间欧沃人口变化图示

欧沃于2022年1月1日时的人口数量为313人。